# Берлінський вазописець

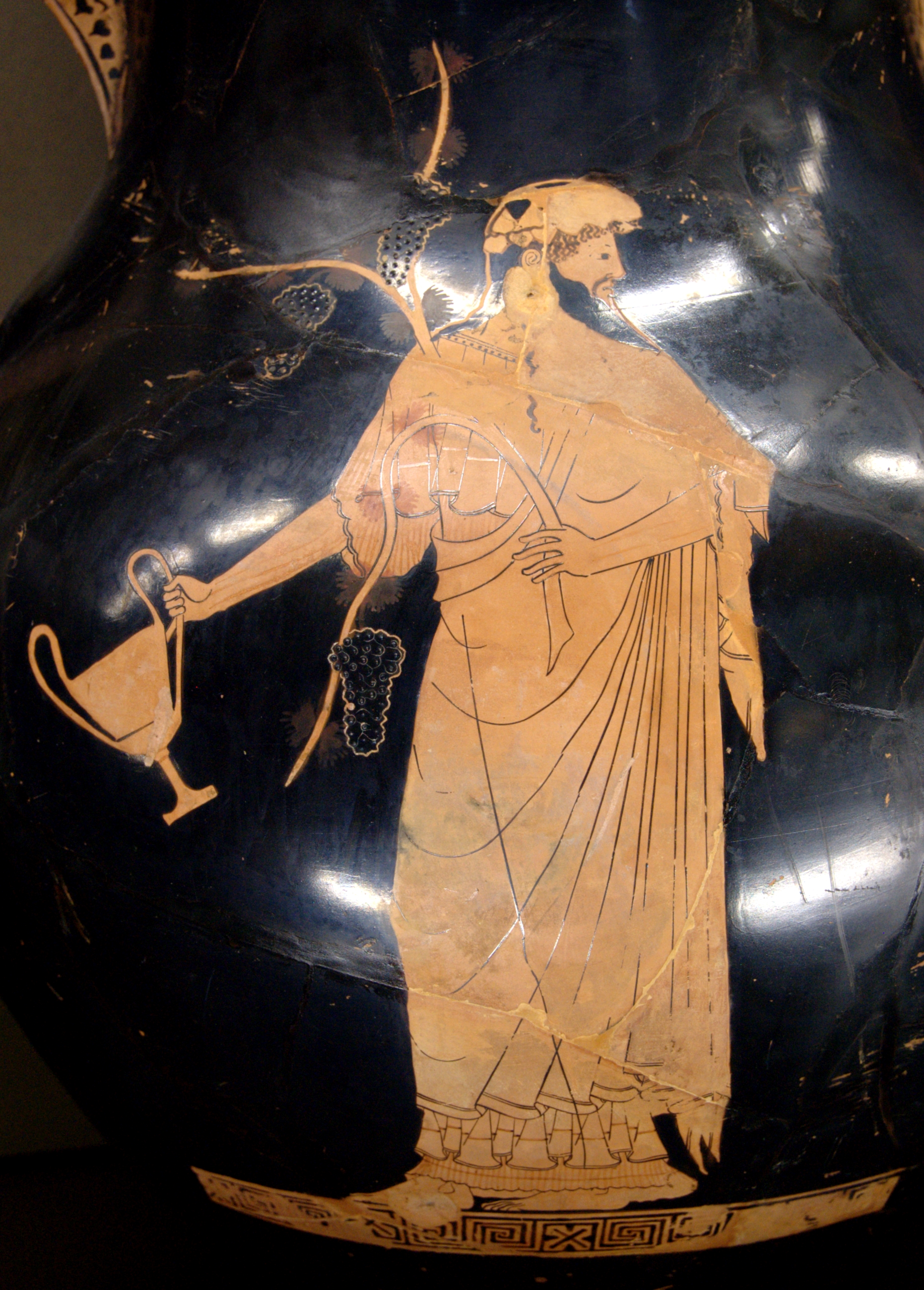
Амфора: Діонісій з канфаром, Лувр

Берлінський вазописець — умовне ім'я, дане аттичному грецькому вазописцю, якого дослідники, нарівні з Клеофрадом, називають одним із найвидатніших вазописців початку V століття до н. е. Як і Клеофрад, Берлінський вазописець належав до групи, так званих, вазописців-піонерів, які започаткували техніку червонофігурного вазопису.
Берлінський вазописець був названий британським археологом класичності сером Джоном Бізлі за великою амфорою (іменна ваза), яка нині зберігається Берлінським античним зібранням хоча жодна з робіт художника не має його підпису.

## Творчість
Берлінський вазописець почав працювати в стилі пізньої архаїки і посприяв розробці класичного стилю аттичного червонофігурного вазопису. Він створив серію Панафінейських амфор, які є єдиними його роботами у чорнофігурному стилі. Звичайно Панафінейська амфора на одному боці містила напис про подію, призом якої вона слугувала, а на зворотному — зображення богині Афіни. Дослідники вважають, що хоча серед робіт Берлінського вазописця були вази різноманітних форм, Панафінейські амфори були його улюбленою формою. Він також створив низку Ноланських амфор і навіть значною мірою спричинив їх популярність.
Зображувані ним фігури здебільшого ізольовані або парні без розробки сюжету на глянцевому чорному тлі. Характерним також є те, що високі фігури починали промальовуватись від середини вази, через плече і зупинялись біля шийки вази. Значну увагу Берлінський вазописець приділяв драпіровці одягу та деталізації рис обличчя. Найпомітнішим у його фігур є очі. Унікальним для Берлінського художника є зображення основи зі змінюючих один одного кубиків із меандром та хрестиком під одиночними ключовими фігурами, така звичка притаманна лише йому та його учням. Серед учнів берлінського вазописця — Вазописець Ахіллеса.
Берлінський вазописець використовував розведену глазур, аби додати червоних тонів своїм вазам, це помітно на туніці Пана, зображеного на його іменній вазі. Взагалі Пан та тварини — найпопулярніші персонажі робіт Берлінського вазописця, тематика яких варіювала від міфологічних сцен до зображення давньогрецьких атлетів. Іншими улюбленими міфологічними персонажами біли Афіна та Аполлон.
Дослідники вважають, що за роки своєї активної діяльності Берлінський вазописець створив близько 400 ваз. Більшість його робіт були знайдені по всій Італії, ця обставина може означати, що свої вази він міг створювати на замовлення для експорту в італійські колонії. Про те, що сучасники надзвичайно цінували талант художника свічать знахідки ваз Берлінського вазописця у похованнях аристократів Великої Греції, зокрема у містах Вульчі, Нола та Локрі.